# 7240 Hasebe
7240 Hasebe (tên chỉ định: 1989 YG) là một tiểu hành tinh vành đai chính. Nó được phát hiện bởi Yoshikane Mizuno và Toshimasa Furuta ở Kani, Gifu Prefecture, Nhật Bản, ngày 19 tháng 12 năm 1989. Nó được đặt theo tên Takao Hasebe, nhà thiên văn học nghiệp dư Nhật Bản và a teacher of Mizuno.